# Daniel Toribio Aquino
Daniel Toribio Aquino Antúnez (Chajarí, Entre Ríos, 9 de junio de 1965) es un exfutbolista y entrenador argentino. Es padre de los también futbolistas Dani Aquino, Matías Aquino y Álvaro Aquino. Actualmente es entrenador del Racing Murcia FC sub-23 en las categorías regionales de la Región de Murcia.

## Trayectoria

### Como jugador
Inició su carrera en su pueblo, Chajarí, en el Club Atlético Santa Rosa.
Comenzó a destacar en el Club Atlético Banfield, equipo argentino en el que como logro más destacado obtuvo un ascenso a la máxima categoría gracias a un gol suyo en la final. En 1989 aterrizó en Europa para jugar en Segunda División de España con el Real Murcia Club de Fútbol, en el que militó dos campañas y media, ya que en el mercado de invierno de la temporada 91-92 le surge la oportunidad de ascender de categoría y fichar por el Albacete Balompié.
Para la 92-93 regresa a Segunda División de España para fichar por el Club Polideportivo Mérida, con el que se proclamaría pichichi de la categoría con 19 goles. Es contratado por el Real Betis Balompié en la 93-94, con el que también se proclama pichichi de Segunda (26 goles) y consigue el ascenso a Primera División de España, alcanzando en la temporada 94-95 el tercer puesto en la División de Honor, clasificando al equipo verdiblanco  para competición europea. Recala posteriormente en el Rayo Vallecano de Madrid, donde es titular indiscutible jugando 40 partidos y anotando 15 goles.
En la campaña 96-97 decide regresar al Albacete Balompié, aunque ello le supone volver a actuar en Segunda División de España. En La Mancha permanece campaña y media, para protagonizar en el mercado de invierno de la 97-98 el segundo retorno de su carrera, al Real Murcia Club de Fútbol, en Segunda División B de España. Allí estará hasta la 99-00, anotando un buen número de goles, pero sin poder conseguir el objetivo del ascenso de categoría con el club pimentonero.
Antes de finalizar su carrera deportiva realiza un epílogo en dos clubes murcianos de Tercera, el Lorca Deportiva Club de Fútbol Los vaquillas y el Agrupación Deportiva Las Palas.

### Como entrenador
Daniel Aquino obtiene el título de entrenador nacional y dirige a diversos equipos en la cantera del Real Murcia Club de Fútbol. En 2011 es nombrado seleccionador cadete de la Región de Murcia.
En 2014 firma con el Zakynthos FC de la Beta Ethniki, al que entrenaría durante 39 partidos hasta el comienzo de la temporada 2015-16.
En verano de 2019, regresa a los banquillos para convertirse en entrenador del Lorca FC B que milita en la Segunda Autonómica de la Región de Murcia.
El 4 de agosto de 2020, se compromete como entrenador del Racing Murcia FC sub-23 para dirigirlo en categorías regionales.

## Clubes

### Como jugador
| Club                     | País      | Año       |
| ------------------------ | --------- | --------- |
| Club Atlético Santa Rosa | Argentina | 1983-1985 |
| Banfield                 | Argentina | 1985-1989 |
| Real Murcia              | España    | 1989-1991 |
| Albacete                 | España    | 1991-1992 |
| Mérida                   | España    | 1992-1993 |
| Real Betis               | España    | 1993-1995 |
| Rayo Vallecano           | España    | 1995-1996 |
| Albacete                 | España    | 1996-1998 |
| Real Murcia              | España    | 1998-2000 |
| Lorca                    | España    | 2000-2001 |
| Las Palas                | España    | 2001-2002 |

### Como entrenador
| Club                                  | País   | Año       |
| ------------------------------------- | ------ | --------- |
| Real Murcia Juvenil División de Honor | España | 2008-2010 |
| Muleño Club de Fútbol                 | España | 2012      |
| Zakynthos FC                          | Grecia | 2014-2015 |
| Lorca FC B                            | España | 2019-2020 |
| Racing Murcia FC sub-23               | España | 2020-     |